# Emma Stone
Emily Jean "Emma" Stone (født 6. november 1988) er en amerikansk skuespiller og sanger. Hun havde sin spillefilmsdebut i 2007 med komedien Superbad og fik bred eksponering i 2008-filmene The Rocker og The House Bunny. Hun spillede derudover Eugenia Phelan i Niceville fra 2011, Sam Thomson i Birdman fra 2014 og vandt i 2017 blandt andet en Oscar og Golden Globe for sin rolle som Mia Dolan i La La Land.

## Filmografi

### Film
| År   | Titel                              | Rolle                    | Note              |
| ---- | ---------------------------------- | ------------------------ | ----------------- |
| 2007 | Superbad                           | Jules                    |                   |
| 2008 | The Rocker                         | Amelia                   |                   |
| 2008 | The House Bunny                    | Natalie                  |                   |
| 2009 | Forfulgt af eks'erne               | Allison Vandermeersh     |                   |
| 2009 | Paper Man                          | Abby                     |                   |
| 2009 | Zombieland                         | Wichita (Krista)         |                   |
| 2010 | Marmaduke                          | Mazie                    | Stemme            |
| 2010 | Easy A                             | Olive Penderghast        |                   |
| 2011 | Bollevenner                        | Kayla                    |                   |
| 2011 | Crazy, Stupid, Love                | Hannah Weaver            |                   |
| 2011 | Niceville                          | Eugenia "Skeeter" Phelan |                   |
| 2012 | The Amazing Spider-Man             | Gwen Stacy               |                   |
| 2013 | Gangster Squad                     | Grace Faraday            |                   |
| 2013 | Movie 43                           | Veronica                 |                   |
| 2013 | Croods                             | Eep                      | Stemme            |
| 2014 | The Amazing Spider-Man 2           | Gwen Stacy               |                   |
| 2014 | Magic in the Moonlight             | Sophie Baker             |                   |
| 2014 | Birdman                            | Sam Thomson              |                   |
| 2015 | Aloha                              | Allison Ng               |                   |
| 2015 | Irrational Man                     | Jill Pollard             |                   |
| 2016 | Popstar: Never Stop Never Stopping | Claudia Cantrell         | Ukrediteret cameo |
| 2016 | La La Land                         | Mia Dolan                |                   |
| 2017 | Battle of the Sexes                | Billie Jean King         |                   |
| 2018 | The Favourite                      | Abigail Masham           |                   |
| 2019 | Zombieland: Double Tap             | Wichita                  |                   |
| 2020 | Croods 2 - En Ny Tid               | Eep                      | Stemme            |
| 2021 | Cruella                            | Estella / Cruella        |                   |

### Tv-serier
| År   | Titel                         | Rolle               | Note                          |
| ---- | ----------------------------- | ------------------- | ----------------------------- |
| 2004 | The New Partridge Family      | Laurie Partridge    | Pilotepisode                  |
| 2005 | Medium                        | Cynthia McCallister | afsnittet "Sweet Dreams"      |
| 2006 | The Suite Life of Zack & Cody | Ivana (stemme)      | afsnittet "Crushed"           |
| 2006 | Malcolm i midten              | Diane               | afsnittet "Lois Strikes Back" |
| 2006 | Lucky Louie                   | Shannon             | afsnittet "Get Out"           |
| 2007 | Drive                         | Violet Trimble      | syv afsnit                    |

## Diskografi
- "I Know What Boys Like" – med Katharine McPhee og Rumer Willis